# Kanton Guémené-Penfao
Kanton Guémené-Penfao (fr. Canton de Guémené-Penfao) je francouzský kanton v departementu Loire-Atlantique v regionu Pays de la Loire. Tvoří ho pět obcí.

## Obce kantonu
- Guémené-Penfao
- Conquereuil
- Marsac-sur-Don
- Massérac
- Pierric